# Cứu net
Cứu net là cụm từ thường dùng ở Việt Nam để chỉ hành động trả thay phí sử dụng Internet và các chi phí khác liên quan đến việc sử dụng dịch vụ này cho những cô gái, chàng trai tại các quán cà phê Internet. Thông thường đối tượng được cứu net là các cô gái.
Gái cứu net là cụm từ lóng chỉ các cô gái ham mê chat ngày đêm trên Internet và thường không đủ tiền để trả cho việc sử dụng Internet ở cửa hàng dịch vụ (kẹt net) vì vậy phải nhờ người khác (thường là nam thanh niên) đem tiền đến trả thay cho nghĩa vụ của mình mới có thể được phép rời khỏi quán. Sau đó, nam thanh niên "cứu net" này sẽ được những cô gái kia trả ơn bằng việc thực hiện một số yêu cầu của những người đó theo các mức độ khác nhau. Hiện tượng cứu net được đánh giá là đã mang tính báo động về những hành vi và suy nghĩ lệch lạc trong một bộ phận thanh, thiếu niên Việt Nam.
Các cô gái cứu net thường không cần tiền, nhưng thích sống thoải mái và thích được "chiều". Hậu quả là nhiều cô gái đã trở thành nạn nhân của các sự thoải mái đó với hậu quả là sự mất mát về thể xác lẫn tinh thần. Nhiều trong số đó đã bị người "cứu net" cưỡng bức sinh hoạt tình dục. Thậm chí, có vụ án xảy ra tình huống kẻ nhảy vào "cứu net" rồi đem cô gái đó bán sang Trung Quốc hành vi này diễn ra một cách có tổ chức rất tinh vi.

## Nguyên nhân kẹt net
Các cô gái thiếu tiền trả dịch vụ Internet có thể gồm nhiều nguyên nhân. Một số mặc dù không có tiền nhưng do ham mê các dịch vụ ở quán Internet như chat, duyệt web, nghe nhạc trực tuyến, trò chơi trực tuyến... dẫn tới việc không có tiền trả và phải nhờ cứu. Một số khác sử dụng quán net như một nơi cư ngụ và sử dụng tiền cứu net để chi trả cho cuộc sống hàng ngày. Đây thường là các cô gái từ các địa phương khác hoặc bỏ nhà vì lý do nào đó và trú tạm tại quán net. 
Rất nhiều trường hợp các cô gái trẻ làm quen với bạn qua Internet và nghe lời rủ rê hẹn gặp của bạn và tới địa phương nơi bạn ở nhưng không gặp được và phải dùng quán net làm nơi tá túc tạm thời để chờ bạn. Ngoài nhiều lý do khác, so với việc thuê phòng trọ, chi phí để thuê một máy tính và một chỗ ngồi ở quán net rẻ bằng 1/2 và vì vậy có thể là lựa chọn. Hầu hết các trường hợp đều biết trước mình sẽ không có khả năng trang trải chi phí và xác định giải pháp sẽ là được cứu net. Hay nói cách khác, để rơi vào tình trạng kẹt net thường là cố ý. Hầu hết các trường hợp cũng ý thức được là để được cứu net, có thể sẽ phải đổi bằng tình dục.

## Người cứu net
Người cứu net thường là những người hay sử dụng các dịch vụ Internet như chat, trò chơi trực tuyến và vì vậy có thể nhận được các yêu cầu cứu net của đối tượng kẹt net. Trong trường hợp này, thường đối tượng kẹt net nhắn tin riêng hoặc nhắn tin công cộng là cần được cứu tại địa điểm nào đó.
Một số người thường xuyên cứu net có thể nhận được yêu cầu qua các kênh khác như nhắn tin SMS, instant message. Trong một số cộng đồng chơi bời, các đối tượng đang kẹt net cũng được công bố để các thành viên có thể thực hiện cứu net. Trừ một số người có mục đích nghĩa hiệp, đa số người cứu net đều cứu vì mục tiêu tình dục.

## Tội phạm trá hình
Cứu net cũng thường là một hình thức mà nhiều loại hình tội phạm khác lợi dụng. Nhiều gái mại dâm lợi dụng cứu net để hoạt động tránh sự theo dõi quản lý của các cơ quan nhà nước. Người cứu net có thể bị lừa tới cứu net để trấn lột hoặc cướp ở địa điểm cứu hoặc ở địa điểm sinh hoạt tình dục. Trong nhiều trường hợp, có thể bị giả vờ đánh ghen và tạm giữ để tống tiền với số tiền lớn hơn số tiền mang theo và người cứu net phải nhờ tới bạn bè hoặc gia đình để giải cứu.
Tương tự, các đối tượng tội phạm có thể giả làm người cứu net để bắt các cô gái kẹt net và buộc phải bán dâm hoặc bán sang nước ngoài. Tội phạm liên quan đến hiện tượng cứu net hiện nay đang được xã hội báo động.

## Rủi ro
Người xin cứu net thường không có quyền lựa chọn người cứu. Theo luật bất thành văn, khi người đến cứu trả tiền cứu, người được cứu sẽ phải đi theo người cứu tới "bất kỳ đâu". Vì vậy, người được cứu có thể gặp các thành phần bất hảo và bị xâm phạm tình dục cơ thể, bị hiếp dâm cũng như có thể bị lừa bán ra nước ngoài.
Hành vi cứu net kèm theo là sinh hoạt tình dục cũng có thể gây ra việc lây lan các bệnh truyền nhiễm qua đường tình dục như da liễu.
Bản thân người cứu net cũng có thể trở thành nạn nhân của các trò lừa đảo, chiếm đoạt tài sản, thậm chí bị cướp khi trên đường đi cứu net.